# 에베르통 카마르구
에베르통 카마르구(중국어 정체자: 艾華頓, 1991년 5월 25일~ )은 브라질 태생 홍콩의 축구 선수로 현재 리만 FC에서 윙어로 활약 중이며 홍콩 축구 대표팀의 일원으로도 활동 중이다.

## 클럽 경력

### 웡타이신 DRSC
2015-16 시즌이 진행 중이던 2016년 1월 홍콩 프리미어리그의 웡타이신 DRSC 입단을 통해 본격적인 홍콩 리그 선수 커리어를 시작한 뒤 2015-16 시즌 공식전 13경기 3골을 기록했다.

### 징펑 FC
2015-16 시즌을 마친 뒤 같은 리그의 징펑 FC로 트레이드되어 2016-17 시즌 공식전 23경기 14골을 터뜨렸고 특히 2016-17 시즌 리그 18경기 10골로 팀내 최다 득점자이자 리그 전체 득점 랭킹 공동 6위에 이름을 올리며 홍콩 리그 수준급 골게터로 자리잡았다.

### 윈롱 FC
2017-18 시즌을 앞두고 윈롱 FC로 이적한 뒤 공식전 25경기 11골을 터뜨렸고 특히 2017-18 시즌 홍콩 시니어 챌린지 실드에서 3경기 4골을 터뜨리는 맹활약으로 득점왕에 오르며 팀의 50년만의 시니어 챌린지 실드 통산 2번째 우승을 이끌었다.

### 이스턴 SC
윈롱을 50년만의 홍콩 시니어 챌린지 실드 우승으로 이끈 후 2018-19 시즌을 앞두고 이스턴 SC에 입단하여 2021-22 시즌까지 공식전 76경기 41골을 터뜨리며 리그 2회 연속 준우승(2018-19, 2019-20), 2019-20 시즌 더블 달성(홍콩 FA컵 우승, 홍콩 시니어 챌린지 실드 우승), 2020-21 시즌 홍콩 사플링컵 우승 등에 기여했다.

### 리만 FC
2021-22 시즌까지 이스턴 SC의 주전 윙어로 활약하다가 2022-23 시즌을 앞두고 리만 FC로 이적한 후 2022-23 시즌에는 공식전 28경기 24골을 터뜨렸고 특히 리그 18경기 17골로 킷치 SC의 데얀 다먀노비치, 루슬란 민가조프와 함께 공동 득점왕에 오르며 팀의 준우승을 이끈 뒤 홍콩 사플링컵에서도 7경기 5골을 터뜨리며 팀의 준우승을 이끌었다.
그 후 2023-24 시즌에서는 공식전 27경기 9골을 터뜨리며 팀의 리그 우승, 홍콩 프리미어리그 커미티컵 준우승을 이끄는 등 현재까지도 리만 FC의 주전으로 활약하고 있다.

## 국가대표팀 경력

### 홍콩 A대표팀
2023년 8월 31일 홍콩 여권을 발급받으면서 홍콩 A대표팀 발탁 요건을 갖춘 뒤 같은 해 9월 7일 국제 A매치 데뷔전인 캄보디아와의 친선 원정 경기에서 A매치 데뷔골까지 터뜨리며 강한 인상을 남겼다.
이후 생애 첫 국제 대회인 2026년 FIFA 월드컵 아시아 지역 예선에서 2골을 터뜨렸고 이듬해인 2024년 1월에 열린 2023년 AFC 아시안컵을 통해 생애 첫 메이저 대회 본선 무대를 밟은 뒤 조별리그 3경기에 모두 출전했지만 무득점에 그쳤으며 팀도 3전 전패를 당하며 55년만에 출전한 이 대회 본선을 조기에 마감했다.
그로부터 11개월 뒤인 12월 8일 홈에서 열린 몽골과의 2025년 EAFF E-1 풋볼 챔피언십 예선 1라운드 B조 1차전에서 전반 24분 선제골을 터뜨리며 팀의 3-0 완승에 기여함과 동시에 홍콩의 3회 연속이자 통산 5번째 E-1 풋볼 챔피언십 결승 리그 진출을 이끌었다.

## 수상 내역

### 클럽
윈롱 FC
- 홍콩 시니어 챌린지 실드 : 우승 (2017-18)

이스턴 SC
- 홍콩 프리미어리그 : 준우승 (2018-19, 2019-20)
- 홍콩 FA컵 : 우승 (2019-20)
- 홍콩 시니어 챌린지 실드 : 우승 (2019-20)
- 홍콩 사플링컵 : 우승 (2020-21)

리만 FC
- 홍콩 프리미어리그 : 준우승 (2022-23)
- 홍콩 사플링컵 : 준우승 (2022-23)
- 홍콩 프리미어리그 커미티컵 : 준우승 (2022-23)

### 개인
- 홍콩 프리미어리그 올해의 팀 : 2017-18
- 올해의 홍콩 축구 선수 : 2019-20
- 홍콩 스포츠 언론 협회 “가장 좋아하는 선수” : 2019-20[1]
- 홍콩 프리미어리그 골든 부츠 : 2022-23 (17골 / 공동 수상)